# Graylyn
Graylyn Estate, o Graylin, es una propiedad histórica ubicada en Winston-Salem, condado de Forsyth, Carolina del Norte, y fue incluida en el Registro Nacional de Lugares Históricos en 1978.  La construcción de la mansión de estilo Norman Revival comenzó en 1928. Asociados con la casa hay una serie de dependencias que contribuyen, incluido un garaje-casa de huéspedes y un complejo de «granja». Hoy en día, la finca Graylyn se utiliza como centro de conferencias y hotel.
Está en un 55 acres (22,3 ha) finca.

## Historia

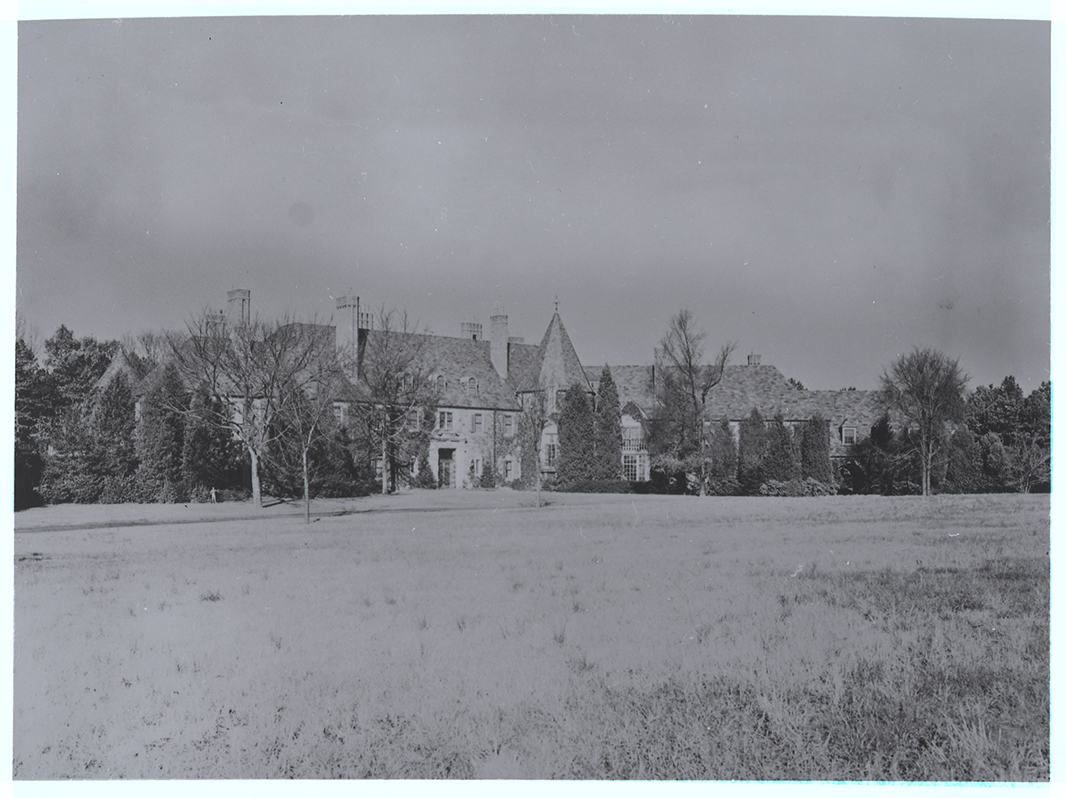
Finca Graylyn alrededor de 1932

En 1925, los cónyuges Nathalie Lyons Gray y Bowman Gray Sr., presidente de RJ Reynolds Tobacco Company, compraron la propiedad de 87 acres de RJ Reynolds con el plan de construir “la casa de sus sueños”. La tierra anteriormente había sido campos de maíz y pastos para Reynolda Estate, que ahora se conoce como el distrito histórico de Reynolda. Luego, los Gray emplearon artesanos y artesanos de todo Estados Unidos para construir lo que fue una de las casas privadas más grandes de Carolina del Norte.
La inauguración de la mansión tuvo lugar el 15 de enero de 1928, y hasta 136 personas trabajaron en la construcción de la finca al mismo tiempo. La mansión fue construida al estilo de la arquitectura normanda y contenía aproximadamente 60 habitaciones. En ese momento, ocupaba el segundo lugar después de Biltmore Estate de George Vanderbilt en Asheville, Carolina del Norte, ⁣como la casa privada más grande de Carolina del Norte.
El herraje de toda la propiedad fue diseñado por Joseph Barton Benson, un herrero de Filadelfia. Nathalie Gray decoró personalmente las habitaciones de Graylyn, y los terrenos y jardines fueron diseñados por Thomas Warren Sears. Las comodidades de la casa se consideraban muy lujosas en ese momento, y su sistema telefónico original y su sistema de iluminación «estaban a la vanguardia de la tecnología para la década de 1930».

### Usos posteriores
Nathalie Gray y sus hijos donaron la propiedad a la Escuela de Medicina Bowman Gray en 1946. La finca fue utilizada como hospital psiquiátrico desde 1947 hasta 1959. Gordon Gray, el hijo de Nathalie y Bowman Gray, compró la propiedad en 1972 y la donó a la Universidad de Wake Forest. En los años siguientes, la propiedad se utilizó para múltiples propósitos, incluidos programas universitarios y servicio comunitario. De 1977 a 1980, Graylyn se usó como dormitorio y albergó aproximadamente a 40 estudiantes al año.

### Incendios y reconstrucción
El 20 de junio de 1980, se inició un incendio en la casa durante una actuación en el césped de la Sinfónica de Winston-Salem. Casi 7.000 personas vieron cómo el fuego dañó extensamente el interior de la casa. Al día siguiente, James R. Scales, el presidente de la Universidad de Wake Forest en ese momento, anunció que Graylyn sería reconstruido y restaurado a su apariencia de 1932. La restauración de la mansión y Bernard Cottage se completó en 1984 a un costo de $6,000,000.

## Usos actuales
Graylyn se utiliza actualmente como centro de conferencias y contiene 85 habitaciones y 15 salas de reuniones. Graylyn tiene 5 edificios separados para alojamiento de huéspedes, que incluyen Manor House, Mews, Bernard Cottage, Gardener's Cottage y Bungalows.